# LGV Picardie
Az LGV Picardie egy tervezett kétvágányú, 25 kV 50 Hz-cel villamosított nagysebességű vasútvonal Észak-Franciaországban, mely Párizst kötné össze Calais-val, Amiens városán keresztül. A vonalat a TGV és a Eurostar szerelvényei használnák. Ezáltal lerövidülne a menetidő Párizs és az Eurotunnel között, hiszen az útvonal rövidebb lenne az LGV Nord lille-i kitérőjénél. A vonal megépítését elsősorban Amiens lakosai szorgalmazzák, akik az LGV Nord megépítésénél nehezményezték, hogy városuk kimaradt a TGV-hálózatból.
Az LGV Nord tervezésekor a Picardia régióban található Amiens városának lakói azért kampányoltak, hogy a vonal Amiens-en keresztül haladjon. Az SNCF ehelyett úgy döntött, hogy az új nagysebességű vonalat egy közvetlenebb, Párizs és Lille közötti útvonalon építi meg. Picardia régiót jelenleg a TGV Haute Picardie állomása szolgálja ki, bár ezt kritizálták az intermodális kapcsolatok hiánya miatt, amit a la gare des betteraves ("állomás a répaföldön") mondás foglal össze.
Az LGV Picardie feltehetően letérne a meglévő vonalról a Gare du Nord pályaudvartól északra, és közvetlenül az LGV Nord calais-i ágának új csomópontjához vezetne Calais-Fréthun állomástól keletre. Nem világos, hogy magát Amiens-t hogyan szolgálnák ki, bár az olcsóbb és valószínűbb megoldás a meglévő infrastruktúra használata lenne. Húsz percet lehetne megtakarítani a Párizs és Calais közötti utazás során, így Londonból Párizsba (Eurostar) kevesebb mint két óra alatt lehetne eljutni. További előny lenne, hogy az LGV Nord tehermentesítené magát a torlódásokat.
A francia kormány bejelentette a SNIT jövőbeli beruházási terveit, amelyeket 2030-ig kell megépíteni, és most először az LGV Picardie is szerepel a 2020 és 2030 közötti megvalósításban, a projekt 4,8 milliárd euróba kerül, Amiens-en vagy Rouen-en keresztül.

## Fordítás
- Ez a szócikk részben vagy egészben  a   LGV Picardie című angol Wikipédia-szócikk ezen változatának fordításán alapul.  Az eredeti cikk szerkesztőit annak laptörténete sorolja fel. Ez a jelzés csupán a megfogalmazás eredetét és a szerzői jogokat jelzi, nem szolgál a cikkben szereplő információk forrásmegjelöléseként.